# Прокопис Пападопулос
Прокопиос (Прокопис) Пападопулос (на гръцки: Προκόπιος, Προκόπης Παπαδόπουλος) е гръцки солунски общественик.

## Биография
Пападопулос е заможен гръцки търговец в Солун. В 1853 година заедно с Михаил Атанасиу става епитроп на църквата „Света Теодора“. През 1862 г. е избран за член на гръцката община в Солун, в 1866 година става епитроп на църквата „Свети Атанасий“, а в 1876 година става член на управителния съвет на общината.
Прокопис Пападопулос е избран за член на Временния управителен съвет на Солунското благотворително мъжко общество на второто общо събрание на членовете на 19 декември 1871 година. На третото общо събрание на 26 декември 1871 г. е избран за председател на Временната управа, а на 28 декември 1871 г. е избран за председател на Управителния съвет – първият в историята на Братството. Пападопулос остава на поста до 14 януари 1873 година. Умира на 15 януари 1886 година.